# Ugné Karvelis
Ugnė Karvelis, en lituano: Ugnė Karvelytė, (Noreikiškės, Lituania, 13 de junio de 1935 - París, 4 de marzo de 2002) fue una escritora, crítica literaria, traductora y diplomática lituana. Su trabajo como editora de la editorial francesa Gallimard fue fundamental para la difusión en Francia de la literatura latinoamericana y de Europa Oriental. Fue compañera sentimental de Julio Cortázar, representante literaria y divulgadora de su obra en Europa.

## Biografía
Ugnė Karvelis nació en Noreikiškės, cerca de Kaunas, y sus padres fueron el político Petras Karvelis (ministro de Relaciones exteriores de Lituania de 1925 a 1929) y la activista cultural Veronika Bakšytė. La familia Karvelis emigró a Alemania nazi en 1944.
En 1940 ingresó al Sacré-Cœur de Berlín, al Kaunas Aušra Gymnasium (1943-1944) y a la Escuela Francesa de Tubinga (1945-1950). Estudió en La Sorbona (1951-1952) y luego en el Departamento de Relaciones Internacionales del Instituto de Estudios Políticos de París, de 1952 a 1956. Prosiguió sus estudios en la Universidad de Columbia de Nueva York, en los departamentos de Historia y de Economía (1957-1958).
En 1955 comenzó a trabajar para la revista L'Express en su Departamento de Relaciones Internacionales. De 1959 a 1983 fue editora de Éditions Gallimard, donde comenzó como directora del departamento Internacional, y luego dirigió los departamentos para América Latina, España, Portugal y Europa Oriental. Gracias a ella fueron publicados en Francia varios autores de gran importancia como Julio Cortázar, Alejo Carpentier, Carlos Fuentes, Pablo Neruda, Octavio Paz, Mario Vargas Llosa, Milan Kundera y Vasilis Vasilicós. También fue crítica literaria en Le Figaro littéraire, suplemento literario de Le Figaro, y en Le Monde.
En 1988 Karvelis visitó Lituania y en 1991 ayudó a su país a ingresar en la Unesco. En 1993 fue designada Embajadora Permanente de Lituania en la Unesco.
Tradujo la obra de varios autores lituanos al francés: novelas de Saulius Tomas Kondrotas, Ričardas Gavelis, Bitė Vilimaitė y Jurga Ivanauskaitė; poemas clásicos de Kristijonas Donelaitis, Maironis, Balys Sruoga, Salomėja Nėris, Vincas Mykolaitis-Putinas y Jonas Aistis; poemas de autores modernos de Marcelijus Martinaitis, Eduardas Mieželaitis, Justinas Marcinkevičius, Sigitas Geda, Antanas A. Jonynas, Gintaras Patackas y Almis Grybauskas entre otros.
La relación que desde 1967 a 1978 mantuvo con Julio Cortázar, fue decisiva en la politización del pensamiento, los escritos y las actividades públicas del escritor.

## Obras
- Demain, il n'y aura plus de trains, 1991, novela (Traukiniu daugiau nebus, 1997).